# Tacumbú
Tacumbú es un barrio de la ciudad de Asunción, capital de la República del Paraguay.
Este barrio es conocido por el cerro que se halla en su territorio y que lleva el mismo nombre, cerro que hoy día en gran parte es, una extensa cantera explotada por militares. (Desde el año 1990 dejó de ser explotada, y pasó a ser patrimonio del Gobierno de la Ciudad. Actualmente es un lugar protegido y un lago interno en donde se refugian gran cantidad de aves).
Existen desniveles no muy pronunciados, específicamente en el sector de la calle Montevideo zona por donde corre el arroyo Mburika.
Su suelo es utilizado en forma comercial y habitacional.

## Toponimia
Tacumbú, denominación que proviene del nombre de un cacique que según los vecinos vivía al pie de dicha elevada zona. Se cuenta que era hermano del cacique Lambaré, quien luego de una pelea con aquel, se instaló en el cerro que lleva su nombre. Estas son leyendas porque, en realidad, no existen datos fidedignos de que tales caciques, con esos nombres, existiesen alguna vez. Los cronistas de la época no los registran, aunque sí a otros, lo que demuestra que no conocían tales nombres como de personas, aunque sí como toponímicos.
"Tacumbú" es una palabra derivada del guaraní "takumbu", compuesto por los vocablos "ita-aku-mbu" «piedra caliente que explota». Se supone que a los guaraní-parlantes que habitaban desde tiempos inmemoriales esa región, les tocó vivir allí en algún siglo precolombino una erupción volcánica. Asumida esta designación, su origen se perdió lógicamente con el tiempo. Así entonces, la palabra "tacumbú" también puede traducirse como "volcán en erupción" aunque hoy día los asuncenos principalmente la asocian con el penal que lleva este nombre.

## Historia
Tacumbú contaba con un gran zanjón que los vecinos fueron recuperando, según datos de antiguos pobladores. También es importante señalar que algunos sectores de este barrio utilizaban como huerta, debido a la tierra húmeda apta para dicha actividad. 
Otros pobladores también comentan que a inicios del siglo XX llegó al país un italiano, quien adquirió muchas tierras en el barrio y posteriormente las fue vendiendo a inmigrantes sicilianos que se dedicaban al cultivo.
Los antiguos nombres de las calles son Lugano, Milano, Sicilia, Roma, París, Palermo, Oporto, Atenas entre otros, denominaciones que nacieron de dichos pobladores.
Una de las primeras calles empedradas fue la calle 14 de Mayo, seguida por la calle Yegros. 
En los años 1963, 1964 y 1965, se habían organizado varias comisiones vecinales, con el objetivo de mejorar el barrio en cuanto a energía eléctrica, agua y empedrado. Los pobladores se proveían de agua de las nacientes ubicadas en 14 de Mayo y 21 Proyectadas, a partir de 1962 de grifos públicos que se instalaron en Chang Kai Shek y O'Leary. 
La cancha del Club Independiente que contaba con un parque para niños constituía el lugar de esparcimiento o recreación ubicada en las calles 21 Proyectadas y Chile.
Recuerdan también los pobladores del lugar cómo los presos de la Penitenciaría explotaban el cerro Tacumbú desde la mañana hasta la tarde, como por ejemplo para la construcción del estadio Defensores del Chaco.

## Geografía
Barrio situado en el distrito de Asunción, capital del Paraguay
Límites
- Al norte con el barrio Carlos Antonio López.
- Al sur con el barrio Roberto L. Pettit y el barrio Obrero
- Al este el barrio Sajonia
- Al oeste el Río Paraguay.

Le limita las calles Colón, Ygatimí y Nuestra Señora de la Asunción y el río Paraguay. Sus calles internas, las cuales están en parte asfaltadas y en parte empedradas son Chiang Kai Shek, Montevideo e Itá Ybaté,

### Clima
Clima subtropical, la temperatura media es de 28 °C en el verano, y 17 °C en el invierno. Vientos predominantes del norte y sur. El promedio anual de precipitaciones es de 1700 mm.

## Población
La población total del barrio la constituyen 13.144 habitantes. El porcentaje aproximado de varones es del 44.3% y el de las mujeres del 55.7%. La densidad poblacional oscila aproximadamente entre 9.860 hab./km².
Existen 3.844 viviendas aproximadamente, el total de pobladores del barrio cuenta con energía eléctrica, con agua corriente el 99% de las casas, y el 77% con servicio de desagüe cloacal. 
La mayoría de los pobladores son de clase media y media alta. Los mismos trabajan como empleados, profesionales, independientes, jubilados y comerciantes. Existen un considerable porcentaje de estudiantes y cesantes.

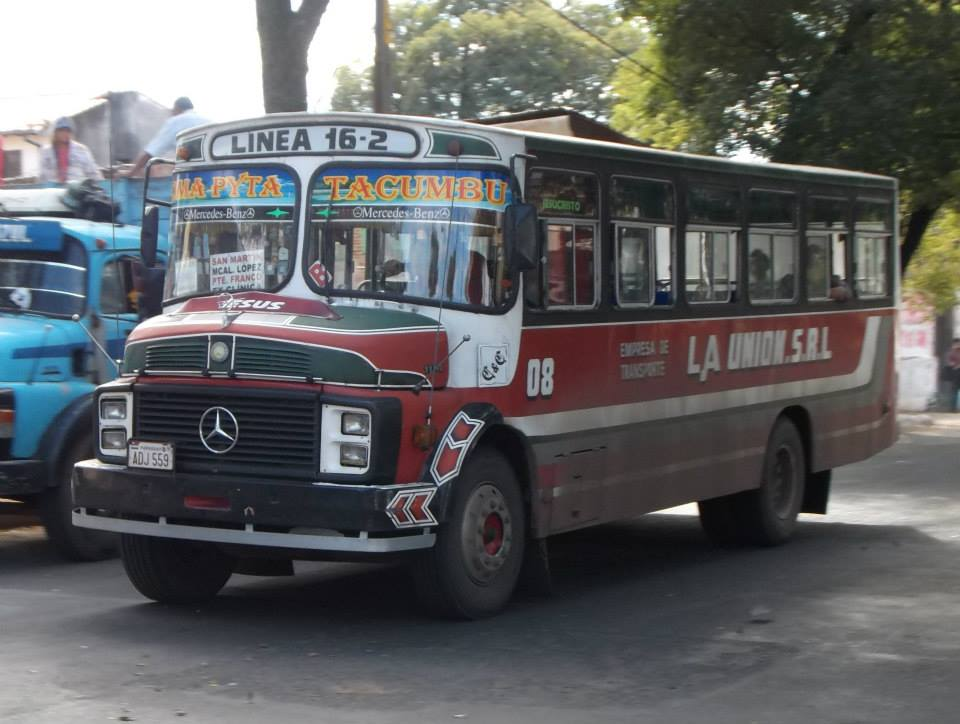
Colectivo de la línea 16-2, una de las líneas de ómnibus que transitan por Tacumbú.

## Infraestructura
Las vías de comunicación conocidas como proyectadas están unidas por puentes, algunos peatonales y otros vehiculares.
La orientación diagonal de sus calles constituye una de las características principales del barrio Tacumbú. 
Operan cuatro canales de televisión abiertos y varias empresas que emiten señales por cable. Se conectan con veinte emisoras de radio que transmiten en frecuencias AM y FM.
Cuenta con los servicios telefónicos de Copaco y los de telefonía celular, además cuenta con varios otros medios de comunicación y a todos los lugares llegan los diarios capitalinos.
Transitan el barrio los ómnibus de las líneas de transporte 1,6,9,10,14,15,16,35,38,y 45 y también las líneas 3,12,13,19,23,29,30,36,37,40,41y 44 por las calles limítrofes.

## Organizaciones
En el barrio se asientan también numerosas unidades militares como los comandos de Ingeniería y de Comunicaciones.
Instituciones no gubernamentales
Religiosas católicas:
- Inmaculada Concepción
- San Alfonso
- Cristo Rey
- San Roque
- San Rafael
- Stella Maris
- Capilla Jesús Divino Maestro (internado)
- Seminario Iglesia de Dios
- Discípulos de Cristo

Entidades deportivas y sociales:
- Club Presidente Hayes
- Club Sport Colonial (sede)
- Club Eugenio Alejandro Garay
- Club Independiente

Educativas:
- Colegio Cristo Rey
- Colegio Privado Unión Divino Maestro
- Escuela y Colegio San Alfonso

Instituciones gubernamentales
Militares:
- Comando de Ingeniería
- Comando de Comunicaciones

Educativas:
- Escuela Nacional Presidente Chávez
- Colegio Nacional Presidente Chávez

Penales:
- Penitenciaría Nacional de Tacumbú